# Klarup Skole
 Der er for få eller ingen kildehenvisninger i denne artikel, hvilket er et problem. Du kan hjælpe ved at angive troværdige kilder til de påstande, som fremføres i artiklen.

Klarup Skole er en folkeskole i Aalborg kommune. Der findes klasser fra 0. - 9. Der er ca. 780 elever
Romdrup-Klarup Sogneråd opførte skolen i 1960 på Hellasvej i Klarup. Den afløste Romdrup Skole (opf. 1907). Romdrup Skole lå på adressen Klarup Skolevej 17, og er stadig i brug i forbindelse med skolen. I 1970 overgik skolen til Aalborg Kommune ifm.. kommunalreformen. Skolen hed fra begyndelsen Romdrup-Klarup Fællesskole og senere omk. 1970 fik den navnet Romdrup-Klarup Skole
Skolen er opført af arkitekterne K.W. Orland og Villy G. Hansen, Aalborg, i 1960. Skolen er udvidet i 1974 med 2217 m², i 1976 med 2.459 m² og ombygget i 1999 og 2017 Knud Willy Orland (1904-1976) står bag en stor mængde centralskoler i Aalborg-området fra 1950'erne om frem. Det var sammen med hans kompagnon Villy G. Hansen, og tæller mange skoler, bl.a. Gistrup Skole, Mellervangskolen og Nøvling Skole